# Janez Gerb
Janez Gerb, avstrijski jezuit, * 6. maj 1595, Linz, † 7. september 1656, Šopron.
Bil je rektor Jezuitskega kolegija v Kremsu (1637), v Ljubljani (1638 - 15. avgust 1640), v Bratislavi (1648-1651) in v Celovcu (2. oktober 1653-23. oktober 1655).